# Sierra de Altomira
La sierra de Altomira o sierra de San Cristóbal es una de las sierras más occidentales del sistema Ibérico, situada en el sur de la comarca de La Alcarria, entre las provincias españolas de Guadalajara y Cuenca. Se extiende de norte a sur a lo largo de unos 47 km desde Sacedón hasta Alcázar del Rey. A su vez se subdivide en varias serrezuelas separadas por los barrancos de varios ríos: al norte, la sierra de Anguix, al oeste del Tajo, la sierra de Enmedio, entre el Tajo y el Guadiela, y la sierra de Santa Cruz, al este del Guadiela y del Jabalera; en el centro, de norte a sur, la sierra de San Cristóbal y la sierra de Degollados, y al sur, la llamada propiamente sierra de Altomira. 

## Características
La alineación montañosa de la sierra de Altomira está cubierta mayoritariamente por bosques y matorrales mediterráneos, dominando el paisaje los pinares naturales de pino carrasco (Pinus halepensis). Las numerosas áreas rocosas o afectadas por incendios están ocupadas por matorrales basófilos.
La sierra es de naturaleza calco-dolomitíca cretácica, con dirección norte-sur, que ha servido como vía migratoria para numerosas especies de flora entre el sector valenciano-tarraconense y el celtibérico-alcarreño. Este papel de corredor ecológico, junto a su litología y el microclima más cálido que se produce en sus hoces (como en Entrepeñas-Anguix, Buendía y Jabalera) han contribuido a facilitar el asentamiento en el área de extensos pinares de pino carrasco (Pinus halepensis), matorrales de sabina negral (Juniperus phoenicea) (Buxo-Juniperetum phoeniceae y Rhamno lycioidis-Juniperetum phoeniceae) y romerales termófilos (Cistus clusii-rosmarinetum) de claras reminiscencias levantinas en fuerte contraste con el resto de la vegetación alcarreña.

## Orografía
Sus cerros son de escasa altitud, pues su altura máxima se sitúa en 1183 m sobre el nivel del mar, y de cierta prominencia respecto a su altura, unos 500 m. Destacan de mayor a menor el Altomira (1183 m), el Atalaya (1173 m), el Cerro de los Buitres (1139 m), el Mirador de Cuenca (1094 m), el cerro San Cristóbal (1066 m), la peña del Reloj (1063 m), la peña Abanto (1011 m) y el cerro de Majonda (909 m).

## Hidrografía
En sus faldas se sitúa el embalse de Bolarque, punto de confluencia de los ríos Guadiela y Tajo, en un profundo barranco formado por los dos ríos. A su vez, el río Jabalera también forma desde su curso medio hasta su desembocadura en el Guadiela otro profundo barranco que sirve de separación entre la parte norte de la sierra y la parte sur.
Varias son las poblaciones que se sitúan bajo sus faldas, destacando las de Sacedón, Albalate de Zorita, Almonacid de Zorita, Saceda-Trasierra, Almoguera e Illana, en Guadalajara, y Buendía, Garcinarro, Jabalera y Vellisca, en Cuenca. También, en la ladera occidental, dentro del término municipal de Albalate de Zorita, se extiende la urbanización Nueva Sierra. La abrupta orografía del lugar ha dado también a que se levanten varias ermitas en sus cimas, entre las que destacan la de los Desamparados y la de Altomira, así como el antiguo monasterio del Desierto de Bolarque y el castillo de Anguix.

## Arqueología
En una cueva descubierta en el avance de un túnel para la línea de alta velocidad Madrid-Levante a su paso por la sierra de Altomira (explorada el 5/9/2007 antes de ser destruida), coordenadas 40º00'46,71"N 2º52'00,12W, lugar de La Calera, en el término municipal de Uclés, se han descubierto restos paleontológicos fosilizados por espeleotemas.

## Flora
La flora de la sierra de Altomira, presenta especies de óptimo levantino, como Teucrium thymifolium, Euphorbia segetalis var. pinea, Cistus clusii, Helianthemum marifolium o Helianthemum lavandifolium, junto a otras típicamente mesomediterráneas, muy raras en el área celtibérico-alcarreña (Viburnum tinus, Ephedra fragilis, Arbutus unedo, Phillyrea angustifolia y Ruscus aculeatus). En los farrallones crece el microendemismo Anthirrhinum microphyllum, que da nombre a la peculiar comunidad casmofítica de los farallones en dolomías Anthirrinetum microphylli.
En el espacio natural también se halla incluido una representación de vegetación gipsófila, extendiéndose hacia el área de Almoguera, con numerosas especies de la subalianza Lepidenion subulati.
El cauce del río Tajo todavía mantiene aquí un bosque galería bien conservado (Rubio-Populetum albae), aunque con presencia discontinua a lo largo de las riberas, con una densa y diversificada comunidad de macrófitas sumergidas (Magnopotamion).

## Fauna
El lugar es de un interés inapreciable para la cría de diversas especies amenazadas de aves rupícolas, entre las que destacan Hieraaetus fasciatus, Aquila chrysaetos, Falco peregrinus, Bubo bubo, Neophron percnopterus y Pyrrhocorax pyrrhocorax, dada la abundancia de escarpes rocosos que posee, inserto en un paisaje en el que este tipo de sustrato de nidificación es muy raro, como es el de las Alcarrias.
El río Tajo mantiene aún poblaciones del cada vez más raro barbo comizo (Barbus comiza), nutria europea y galápagos (Mauremys leprosa), a pesar de estar afectados por la presencia de una central nuclear y encontrarse el río regulado por varios grandes embalses.

## Espacio natural
La Sierra de Altomira contiene un espacio natural protegido dentro de la red Natura 2000 (códico LIC - ES4240018) como Zona especial de conservación, localizado el 59 % del área en el sureste de la provincia de Guadalajara y el 41 % en el noreste de la provincia de Cuenca, ambas en la comunidad autónoma de Castilla-La Mancha. Alcanza una extensión total de 29 493 ha distribuidas en la provincia de Guadalajara, 5779,72 ha en Albalate de Zorita, 1455,17 ha en Almoguera, 2716,34 ha en Almonacid de Zorita, 955,67 ha en Alocén, 1422,45 ha en Auñón, 276,88 ha en Chillarón del Rey, 662,40 ha en Illana, 179,33 en Pareja, 1038,83 ha en Pastrana, 1890,20 ha en Sacedón, 951,06 ha en Sayatón, 56,81 ha en Yebra, 97,15 ha en Zorita de los Canes. En la provincia de Cuenca 145,10 ha en Alcázar del Rey, 929,91 ha en Barajas de Melo, 3293 ha en Buendía, 188,69 ha en Huelves, 907,58 ha en Paredes de Melo, 3314,04 ha en El Valle de Altomira, 1989,24 ha en Saceda-Trasierra y 1243,10 ha en Vellisca.

## Cartografía
- Hojas 562, 584, 585, 607 y 608 a escala 1:50000 del Instituto Geográfico Nacional.

- Datos: Q6127649